# Teplý Vrch
Teplý Vrch (bis 1948 slowakisch „Melecheď“; ungarisch Meleghegy) ist eine Gemeinde im Okres Rimavská Sobota.

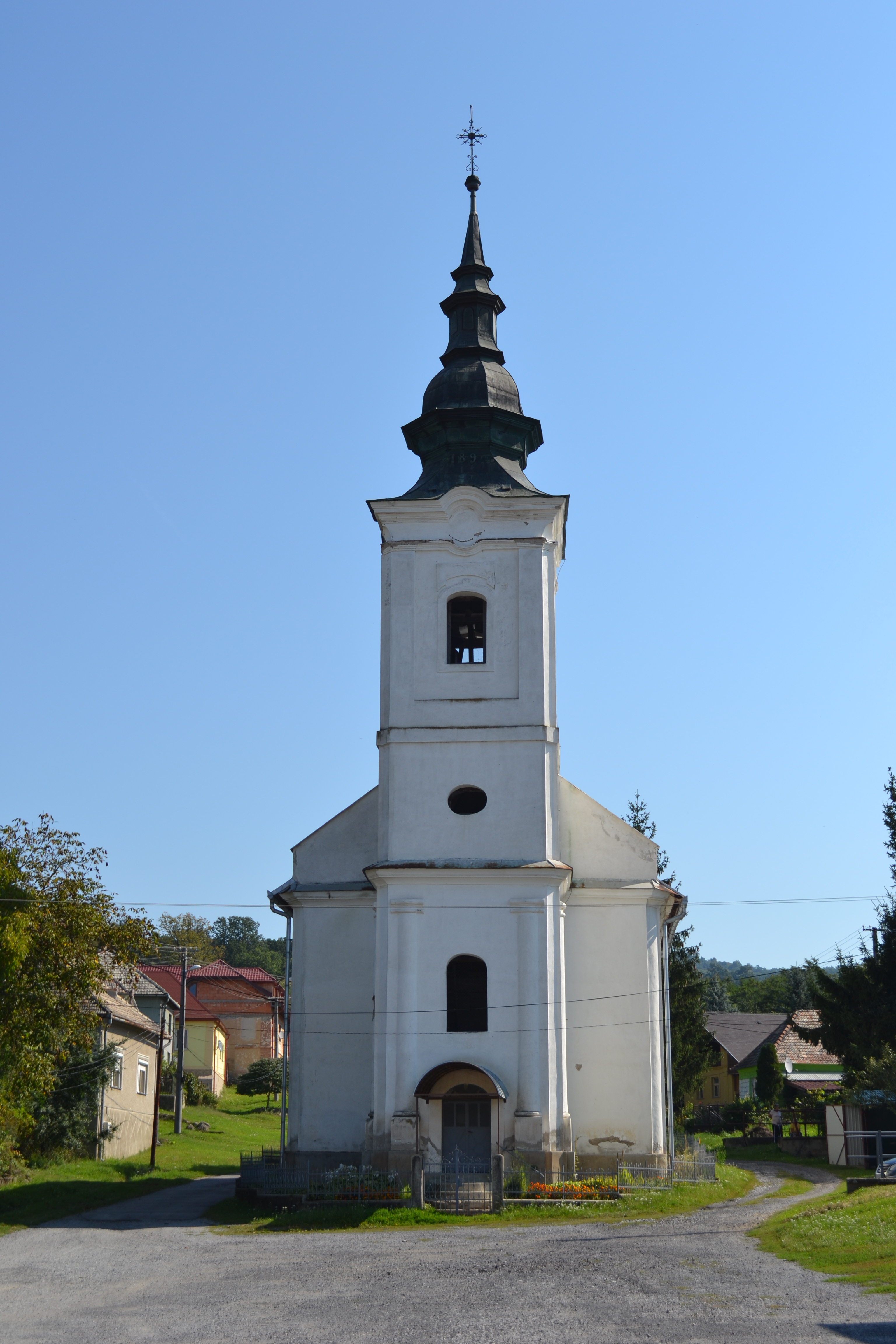
Evangelische Kirche

## Lage
Teplý Vrch liegt in der südöstlichen Slowakei nahe der ungarischen Grenze, am Rand des Slowakischen Erzgebirges, im Tal des Blh am Stausee Teplý Vrch. Am See ist auch ein recht großer Campingplatz, der bereits seit den 1950er Jahren existiert. Teplý Vrch ist mit dem Bus von Rimavská Sobota erreichbar.

## Geschichte
Der Ort wurde 1301 zum ersten Mal urkundlich als Melechdyhegy und zur Herrschaft der Burg Blh gehörend erwähnt. Im 15. Jahrhundert gehörten große Teile des Ortes der Familie der Derencsényis, im 16. Jahrhundert dann den Széchys und im 17. Jahrhundert schließlich der Muraner Herrschaft. Der Ort hatte stark unter den Türkeneinfällen zu leiden.
Die Einwohner waren zumeist in der Landwirtschaft beschäftigt. Bis 1948 trug der Ort den Namen Melecheď, welcher die slawisierte Form des ungarischen Namens darstellt.
Im Ort gibt es eine Kirche von 1827.

## Bevölkerung
| Jahr                | 1994 | 2004    | 2014    | 2024    |
| ------------------- | ---- | ------- | ------- | ------- |
| Anzahl der Personen | 296  | 305     | 279     | 304     |
| Unterschied         |      | +3,04 % | −8,52 % | +8,96 % |

| Jahr                | 2023 | 2024    |
| ------------------- | ---- | ------- |
| Anzahl der Personen | 303  | 304     |
| Unterschied         |      | +0,33 % |